# Kjell Ove Oftedal
Pour les articles homonymes, voir Oftedal.
Kjell Ove Oftedal, né le 6 avril 1971 à Kristiansand, est un biathlète norvégien. 

## Biographie
Il commence sa carrière en Coupe du monde durant la saison 1989-1990. En 1990 et 1991, il remporte un total de deux médailles de bronze aux Championnats du monde junior.
Aux Championnats du monde 1995, lors de sa seule sélection, il obtient le meilleur résultat individuel de sa carrière sur l'individuel en se classant sixième. Un mois plus tard, pour finir la saison, il gagne avec le relais norvégien en Coupe du monde à Lillehammer.
Il devient entraîneur après sa carrière sportive. Il est responsable de l'équipe de Norvège masculine jusqu'à sa démission en 2008.

## Palmarès

### Championnats du monde
| Épreuve / Édition                | individuel | Sprint | Relais | Course par équipes |
| Mondiaux 1995 Antholz Anterselva | 6e         | -      | 5e     | -                  |

### Coupe du monde
- Meilleur classement général : 39e en 1995.
- 1 victoire en relais.

### Championnats d'Europe
- Médaille de bronze du relais en 1997.